# My Skin Is Cold
Albums de Satyricon
Now, Diabolical
(2006) The Age of Nero
(2008)
My Skin Is Cold est le deuxième EP du groupe de black metal symphonique norvégien Satyricon. L'album est sorti le 2 juin 2008 sous le label Roadrunner Records.
Cet EP est sorti dans le but de promouvoir l'album studio suivant du groupe, The Age of Nero.
L'EP est constitué d'un titre inédit, qui est en même temps le titre éponyme de l'EP, de deux titres refaits et de deux titres joués en live.

## Musiciens
- Satyr - Chant, Guitare, Basse, Claviers
- Frost - Batterie

## Liste des titres
1. My Skin is Cold - 05:06
2. Live Through Me - 05:12
3. Existential Fear-Questions - 06:02
4. Repined Bastard Nation (Live) - 05:48
5. Mother North (Live) - 09:06